# 小野村 (愛媛県)
小野村（おのむら）は、愛媛県久米郡・温泉郡にあった村である。

## 沿革
- 1889年（明治22年）12月15日 - 町村制の施行により小屋峠村、北梅本村、南梅本村、平井谷村、苅屋村、畑中村、水泥村が合併して久米郡小野村が発足。
- 1893年（明治26年）5月7日 - 伊予鉄道平井河原駅開業。
- 1897年（明治30年）4月1日 - 所属郡が温泉郡に変更。
- 1914年（大正03年）4月 - 小野・久米・石井・浮穴・南吉井五ヶ村入山組合設立[1]。
- 1915年（大正04年） - 小野村の歌を制定[2]。
- 1922年（大正11年）6月16日 - 村内に郵便局が開局[3]。
- 1931年（昭和06年） - 小野川平井橋-日尾八幡神社前間の新道開通[4]（現在の愛媛県道334号松山川内線）。
- 1935年（昭和10年）5月1日 - 伊予鉄道横河原線梅本駅開業。
- 1945年（昭和20年）8月15日 - 終戦。小野村本籍者中戦死者は186名[5]。
- 1946年（昭和21年）11月3日 - 小野村公民館が開館[6]。
- 1959年（昭和34年）6月8日 - 小野村役場新庁舎竣工[7]。
- 1961年（昭和36年）12月15日 - 松山市に編入。同日小野村廃止。

## 地理

### 河川
- 堀越川
- 小障子川
- 小野川
- 悪社川
- 内川

## 軍事・防衛
- 陸軍歩兵第22連隊演習場 - 1924年設置[8]。
- 陸上自衛隊小野駐屯地 - 1953年-54年にかけて旧軍演習場跡地を保安隊キャンプ演習場とする交渉が進められ、1954年12月庁舎の着工にとりかかり、翌年10月に自衛隊員約600名の移駐が完了した[9][10]。

## 教育
- 小野村立小野小学校（閉村時）
- 小野村立小野中学校（閉村時）

## 交通

### 鉄道路線
- 伊予鉄道横河原線
平井駅 - 梅本駅

### 道路
- 讃岐街道

## 名所・旧跡
- 与力松（小野小学校内）
- 野田神社（大字北梅本字北池）[11]
- 客天神社（大字水泥字村東）[12]
- 正観寺（大字北梅本）[13]
- 明星院（大字平井谷）[14]
- 播磨塚（大字南梅本）[15][16]